# Jerzy Kulej
Jerzy Zdzisław Kulej (* 19. Oktober 1940 in Częstochowa, Generalgouvernement; † 13. Juli 2012 in Warschau) war ein polnischer Boxer und Politiker. Er gilt als einer der weltbesten Boxer der 1960er Jahre und wurde im Halbweltergewicht zweimal Europameister und zweimal Olympiasieger.
Von 2001 bis 2005 war er Abgeordneter der Sojusz Lewicy Demokratycznej (SLD) im polnischen Parlament.

## Boxkarriere

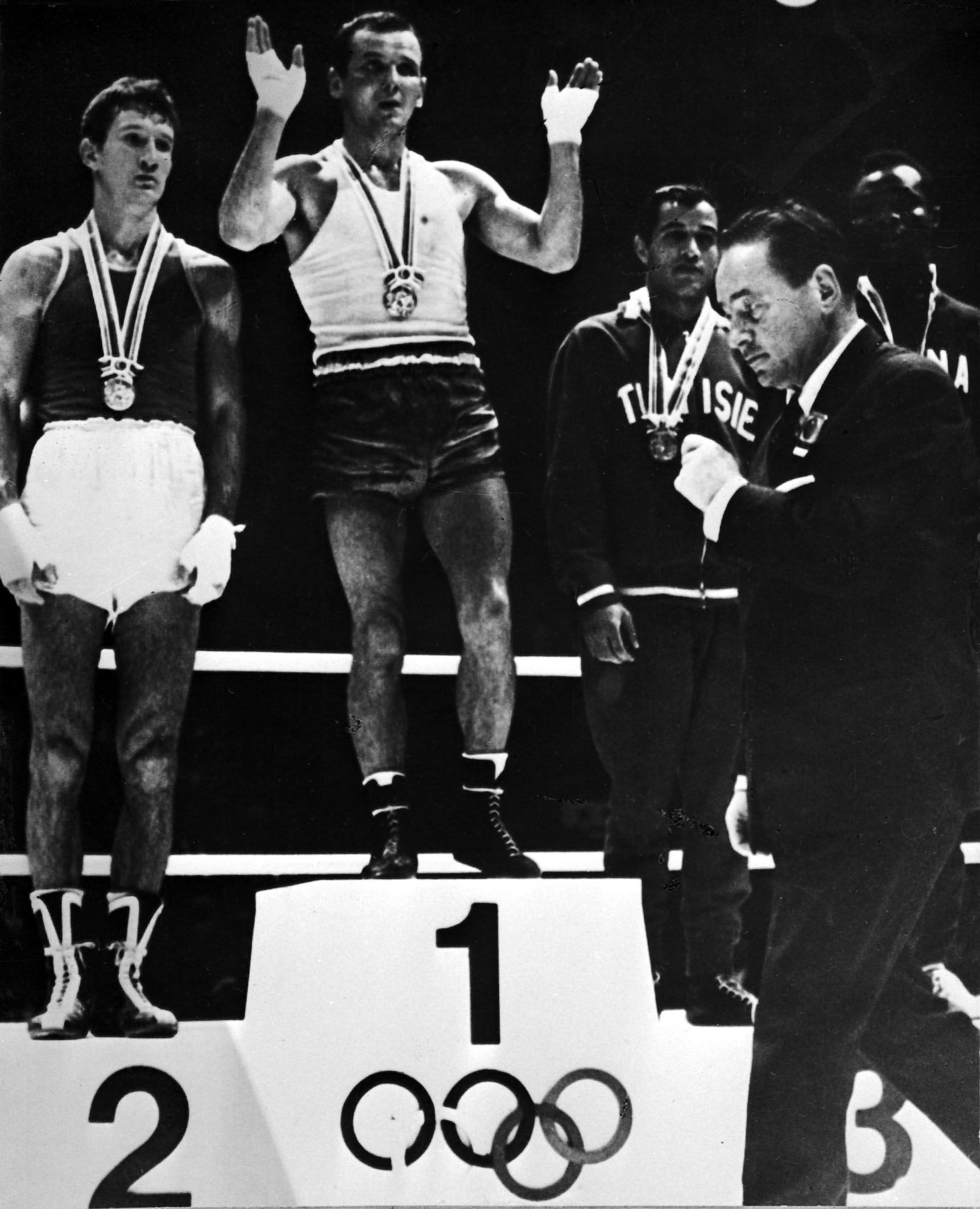
Jerzy Kulej am Siegerpodium der Olympischen Sommerspiele 1964

Jerzy Kulej begann im Alter von 15 Jahren in Częstochowa mit dem Boxen, sein erster Trainer war Wincenty Szyiński. 1959 wechselte er zum Club Gwardia Warszawa, dem er bis zum Ende seiner Karriere 1971 angehörte. Dort wurde er von Wiktor Nowak und Feliks Stamm betreut. Er wurde 1961, 1962, 1963, 1964, 1965, 1967, 1969 und 1970 jeweils Polnischer Meister Halbweltergewicht und bestritt 36 Länderkämpfe zwischen 1958 und 1970, von denen er 28 gewann.
Er gewann 1963 die Europameisterschaft in Moskau und besiegte dabei unter anderem den Italiener Bruno Arcari. Er startete daraufhin bei den Olympischen Sommerspielen 1964 in Tokio und erkämpfte ebenfalls die Goldmedaille, nachdem er sich gegen Roberto Amaya aus Argentinien (5:0), Richard McTaggart aus Großbritannien (4:1), Iosif Mihalic aus Rumänien (4:1), Eddie Blay aus Ghana (5:0) und Jewgeni Frolow aus der Sowjetunion (5:0) durchgesetzt hatte.
1965 wiederholte er in Berlin den Gewinn der Europameisterschaft und bezwang dabei unter anderem erneut Jewgeni Frolow, während er 1967 im Finale der Europameisterschaft in Rom mit 2:3 gegen Frolow unterlag und Vize-Europameister wurde. Im Halbfinale hatte er jedoch den Ungar János Kajdi bezwungen.
Bei den Olympischen Sommerspielen 1968 in Mexiko-Stadt schlug er János Kajdi (3:2), Giambattista Capretti aus Italien (4:1), Peter Tiepold aus der DDR (3:2), Arto Nilsson aus Finnland (5:0) und Enrique Regüeiferos aus Kuba (3:2) und wurde damit zum zweiten Mal Olympiasieger im Halbweltergewicht.
Anfang 1971 beendete er seine Wettkampfkarriere nach 348 Kämpfen mit 317 Siegen, 6 Unentschieden und 25 Niederlagen.

## Sonstiges
Kulej war Absolvent der Sporthochschule Warschau, sowie professioneller Boxtrainer und Manager. 1976 spielte er zusammen mit Jan Szczepański eine Rolle im Film Przepraszam, czy tu biją? (Pardon, wird hier geprügelt?) von Marek Piwowski.
Nach der politischen Wende in Polen trat er in den Bund der Demokratischen Linken (Sojusz Lewicy Demokratycznej) ein und vertrat für diese einen Warschauer Wahlkreis in der Wahlperiode 2001 bis 2005 im polnischen Parlament, dem Sejm. Der verheiratete Vater eines Sohnes war in seinen letzten Lebensjahren Sportkommentator des polnischen Senders Polsat.
2012 starb er im Alter von 71 Jahren an den Folgen einer Krebserkrankung.

## Auszeichnungen
- 1964: Verdienter Meister des Sports („Zasłużony Mistrz Sportu“)
- 1968: Orden Polonia Restituta IV. Klasse („Krzyż Oficerski Orderu Odrodzenia Polski -Klasa IV-“)
- 1995: Aleksandra-Rekszy-Preis („Nagroda imienia Aleksandra Rekszy“)
- 1998: Orden Polonia Restituta III. Klasse („Krzyż Komandorski Orderu Odrodzenia Polski -Klasa III-“)